# Kanton Limoges-Condat
Kanton Limoges-Condat is een voormalig kanton van het Franse departement Haute-Vienne. Kanton Limoges-Condat maakte deel uit van het arrondissement Limoges. Het werd opgeheven bij decreet van 20 februari 2014, met uitwerking op 22 maart 2015.

## Gemeenten
Het kanton Limoges-Condat omvatte de volgende gemeenten:
- Condat-sur-Vienne
- Le Vigen
- Limoges (deels, hoofdplaats)
- Solignac

De drie afzonderlijk gemeenten werden opgenomen in het nieuwe kanton Condat-sur-Vienne.